# 第11独立親衛空中強襲旅団 (ロシア空挺軍)
第11独立親衛空中強襲旅団(ロシア語: 11-я отдельная гвардейская десантно-штурмовая бригада)は、ロシア空挺軍の旅団 。

## 歴史
1968年8月1日にモゴチャで第11独立空中強襲旅団として編成された。
1981年から1987年、旅団の第307ヘリコプター連隊と第329ヘリコプター連隊は、1年ごとに交代で第280独立ヘリコプター連隊に所属し、アフガニスタン紛争に参加した。

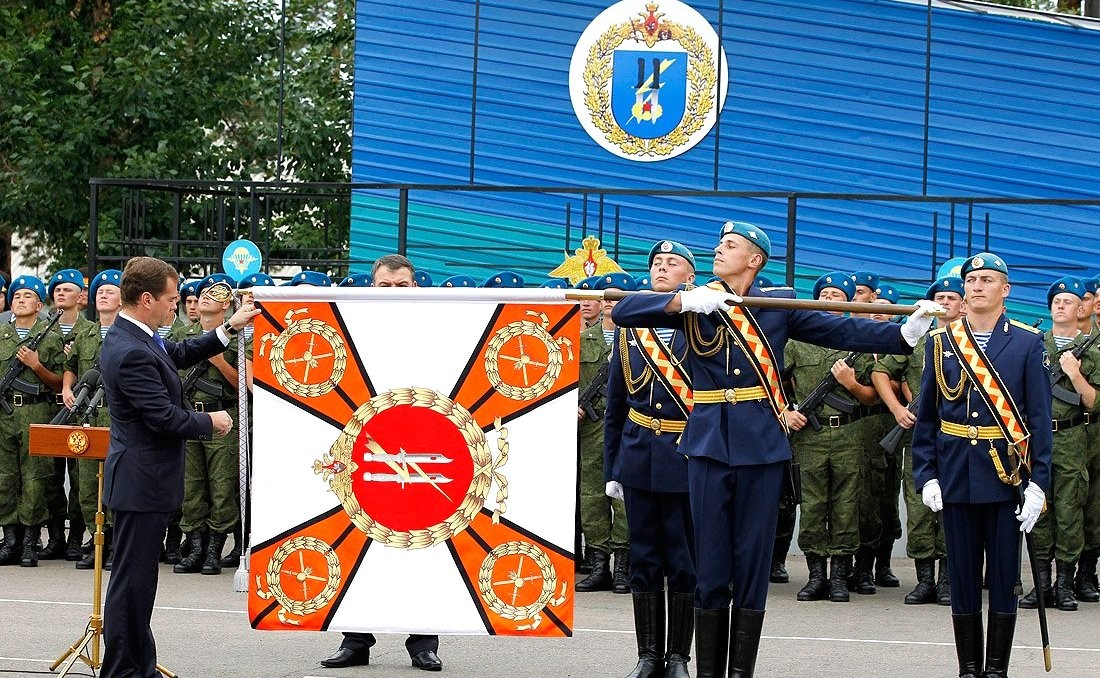
ドミトリー・メドベージェフ大統領が第11独立空中強襲旅団に新しい旗を贈呈

旅団の第500独立空挺大隊は2006年に解散した。
ボストーク2010演習中、旅団は軍事技術を発揮し、国防省から「軍事勇敢」のペナントを授与された。2010年、旅団は第36軍に編入された。2011年8月24日、メドベージェフ大統領より旅団旗が授与された。旅団は2013年12月にロシア空挺軍に編入された。 
2015年3月25日、「親衛隊」の称号を授与された。
ウクライナ危機の最中の2022年1月、旅団の一部部隊がベラルーシに配備されたと報じられた。その後、旅団はウクライナ侵攻に投入された。
ロシアによるウクライナ侵攻中、第11親衛空中強襲旅団の団員であるミホエフ大尉とカサトキン伍長がウクライナ軍に捕虜として捕らえられた。
2022年3月7日、ウクライナ軍は旅団副司令官のデニス・グレボフ中佐を殺害したと主張した。
2024年10月、北朝鮮人で構成されたブリヤード大隊が旅団の指揮下に入ったと報じられた。

## 編成
現在の編成
- 旅団本部
- 空挺大隊
- 第1空挺大隊
- 第2空挺大隊
- 榴弾砲大隊（122mm D-30）
- 対空ミサイル砲兵中隊
- 対戦車ミサイル砲部隊
- 偵察大隊
- 特別目的部隊
- ライフル中隊（狙撃兵）
- コントロール部隊
- エンジニアリング部隊
- 着陸支援部隊
- NBC防衛小隊
- メンテナンス部隊
- マテリアルサポート部隊
- 医療部隊
- 司令官小隊
- タンク部隊
- ブリヤート大隊[7]